# Граково (Двуречанский район)
Гра́ково (укр. Гракове) — село, Новоегоровский сельский совет, Двуречанский район, Харьковская область, Украина.
Код КОАТУУ — 6321883304. Население по переписи 2001 года составляет 338 (157/181 м/ж) человек.

## Географическое положение
Село Граково находится на одном из отрогов балки Шпелевка, по балке протекает пересыхающий ручей на котором сделано несколько запруд, на расстоянии в 2 км расположены сёла Мальцевка, Берестовое, Новоегоровка.

## История
- 1825 — дата основания.

## Экономика
- «Эльдар Плюс», сельскохозяйственное ЧП.

## Объекты социальной сферы
- Спортивная площадка.

## Достопримечательности
- Братская могила советских воинов. Похоронено 29 воинов.